# Signe Hebbe
Signe Amanda Georgina Hebbe, née le 30 juillet 1837 à Fryele (village dépendant de Värnamo) et morte le 14 février 1925 à Stockholm, est une actrice et soprano suédoise.

## Biographie

### Formation
À l'âge de 11 ans, Signe Hebbe a commencé à étudier la musique au conservatoire de piano Lindblad de Stockholm. Elle a étudié avec Carolina Bock, puis elle a poursuivi ses études à l'École dramatique royale et au conservatoire de Berlin de 1852 à 1854. Elle a fait ses débuts au Dramaten de Stockholm en 1855, mais elle n’a pas été jugée apte et a donc préféré se tourner vers le chant. Lars Johan Hierta accepte de financer ses études à Paris en 1856, pour se préparer au conservatoire de Paris où elle a est acceptée et devient ainsi la première chanteuse scandinave à recevoir une médaille (médaille d'or du conservatoire). Elle donne ensuite des cours au conservatoire de Paris. Elle aurait donné des leçons à la jeune Sarah Bernhardt, lorsqu'elle a été obligée de remplacer Élie en 1860. Afin d'étendre ses capacités vocales, Signe Hebbe part étudier à Milan auprès du célèbre pédagogue Francesco Lamperti et suit des cours d'art dramatique auprès de grands acteurs italiens, comme Adélaïde Ristori et Ernesto Rossi.

### Cantatrice
Signe Hebbe fait ses débuts sur la scène lyrique à l'Opéra de Lyon (1861-1862), où, selon les termes du contrat, elle ne serait pas payée. Après six mois passés à Lyon, elle réussit à faire ses débuts à Francfort et à obtenir un engagement au théâtre de la Cour à Mannheim. Entre 1864 et 1879, elle chante à Carlsruhe, Copenhague, à l'Opéra royal de Stockholm, à Genève, Paris, Varsovie, Milan, Palerme, Helsingfors et Kristiania.
La concurrence à Paris est rude, et une autre cantatrice scandinave, Christine Nilsson, est sa rivale. Au Théâtre Lyrique de Paris, Signe Hebbe ne joue que dans un nouvel opéra de Joncières, intitulé Sardanapale, œuvre tombée rapidement dans l'oubli. Signe Hebbe a rencontré une fois Wagner qui la considérait parfaite pour Elsa  dans Lohengrin. Elle a rendu visite à une occasion à Jenny Lind, sa grande admiratrice, à son domicile à Londres. Signe Hebbe a souvent été critiquée pour son style exubérant et son caractère fort. Les rôles où elle a excellé sont Marguerite dans le Faust  de Gounod,  Valentine dans Les Huguenots de Meyerbeer et Léonore dans Fidelio de Beethoven.

### Pédagogue
Elle a commencé sa carrière comme enseignante de théâtre en 1871, puis a ouvert sa propre école en 1877 et, à compter de 1883, elle a été payée par l’État suédois à l'École d'opéra et de théâtre dramatique de Stockholm, en partie de 1886 à 1888, puis en partie à l’École de musique, au début du XXe siècle pour le nouveau théâtre dramatique royal. Cependant, elle donne trop peu de cours à cause de ses engagements, puis retourne dans son école privée (qui est plus lucrative) en 1890. Elle y enseigne quatre matières : la technique de la parole, la technique de la chanson, la plasturgie et la gestion de la scène (analyse des rôles et production de la scène). Elle a introduit une nouvelle technique de respiration profonde et a été fortement inspirée par les théories de Delsarte. Dans ces deux derniers domaines, elle est devenue extrêmement reconnue et a enseigné jusqu'à une semaine avant sa mort due à la grippe en 1925. Elle eut de nombreux étudiants des pays nordiques, de l'Europe en général et même des États-Unis. Parmi ses élèves, notons Anders de Wahl, John Forsell, Gerda Lundequist (la Sarah Bernhardt suédoise), Torsten Hammarén, Lars Hanson, Emma Albani, Anna Norrie, Emilie Mechelin et Naïma Wifstrand.